# Polițist, Adjectiv
Polițist, Adjectiv è un film del 2009 diretto da Corneliu Porumboiu.